# Lansing Grand River Assembly
Lansing Grand River Assembly (LGR) is een sinds 2001 opererende automobielassemblagefabriek van General Motors in het Amerikaanse Lansing. Het is tegenwoordig General Motors'belangrijkste Cadillac-fabriek. Op 14 februari 2006 werd bekendgemaakt dat de fabriek 11.000 m² wordt uitgebreid om ze klaar te maken voor de nieuwe Cadillac CTS. De fabriek verving andere fabrieken van GM die vlakbij gelegen zijn en intussen gesloten werden.

## Gebouwde modellen
| Afbeelding | Model            | Jaren        |
| ---------- | ---------------- | ------------ |
|            | Cadillac CTS     | 2001 - 2019  |
|            | Cadillac SRX     | 2004 - 2009  |
|            | Cadillac STS     | 2004 - 2012  |
|            | Cadillac ATS     | 2012 - 2019  |
|            | Chevrolet Camaro | 2015 - heden |
|            | Cadillac CT4     | 2019 - heden |
|            | Cadillac CT5     | 2019 - heden |